# Quercus intricata
Quercus intricata és un tipus de roure que pertany a la família de les fagàcies i està dins de la secció dels roures blancs.

## Descripció
Quercus intricata és un arbust perennifoli que forma matolls i creix entre els 0,5 als 3 metres d'alçada. L'escorça és grisa i escamosa, aspra. Les branques són primes, de color groguenc i grisenc tomentós, convertint-se en marró fosc. Les gemmes són pubescents al principi, arrodonides, de color marró fosc, entre 1 a 1,5 mm de llarg. Les fulles fan 1-2,5 per 0,5-1 cm, el·líptiques i oblongues, molt gruixudes, corretjoses, no rugoses, de vegades convexes, marges ondulats, molt revolutes, senceres o amb algunes dents curtes (menys de 2 mm de llarg). L'àpex és agut, base arrodonida, de color verd brillant per sobre, amb pèls blancs estelats, de color groguenc tomentós gris o platejat per sota, convertint-se a vegades glabrescent. El pecíol fa 2-3 mm, tomentós. Les flors surten durant la primavera. Les glans fan 1 cm de diàmetre, de color marró clar, soles o en parelles. Les copes de les glans són subsèssils o curtament pedunculades (fins a 1,5 cm de llarg), amb escates, sense pèl, que cobreix gairebé la totalitat de la nou. Maduren al cap d'1 any i cotilèdons diferents.

## Distribució
Quercus intricata té una àrea molt restringida de creixement, des dels 1500 fins als 2500 m. A Mèxic creix als estats de Coahuila, Nuevo León, Durango i Zacatecas. Als Estats Units creix a Texas a dos llocs: un a les Muntanyes Chisos dins del Parc Nacional de Big Bend, i l'altre prop d'Eagle Peak al sud-oest de Van Horn.
L'espècie prefereix als chaparrals oberts i boscos, sovint en vessants.

## Taxonomia
Quercus intricata va ser descrita per William Trelease i publicat a Contributions from the United States National Herbarium 23(2): 185–186, a l'any 1922.
Etimologia
Quercus: nom genèric del llatí que designava igualment al roure i a l'alzina.
intricata: epítet llatí que significa "enredat".
Sinonímia
- Quercus intricata f. angusta Trel. in Mem. Natl. Acad. Sci. 20: 85 (1924)
- Quercus intricata f. erratica Trel. in Mem. Natl. Acad. Sci. 20: 85 (1924)
- Quercus intricata f. ovata Trel. in Mem. Natl. Acad. Sci. 20: 85 (1924)
- Quercus microphylla var. crispata A.DC. in A.P.de Candolle, Prodr. 16(2): 36 (1864)[5][6]